# Accesso all'informazione pubblica in Albania
L'accesso all'informazione pubblica in Albania indica il diritto di accesso alle informazioni possedute da organismi pubblici. 

## Il contesto storico
Il fondamento normativo è contenuto nella Costituzione dell'Albania del 1998, che all'articolo n. 23 dispone:
organeve shtetërore, si dhe të personave që ushtrojnë funksione shtetërore.
3. Kujtdo i jepet mundësia të ndjekë mbledhjet e organeve të zgjedhura kolektive.»
Nel 2004, inoltre, il Parlamento ha approvato la legge 8503, rendendo l'Albania la prima nazione ad aver adottato una legislazione in materia di libertà di informazione. Al 2018, l'accesso all'informazione in Albania è disciplinato dalla Legge sul Diritto all'Informazione, approvata nel 2014.
L'Albania si è impegnata a proteggere questo prezioso diritto anche mediante molteplici accordi internazionali. Nel 2002, l'Albania ha ratificato la Convenzione sull'accesso alle informazioni, partecipazione del pubblico ai processi decisionali e accesso alla giustizia in materia ambientale (Convenzione di Aarhus), la quale impone l'adozione di leggi sull'accesso a informazioni di natura ambientali.

## Il fondamento normativo
In Albania il diritto di accesso alla pubblica informazione è garantito dalla Costituzione e dalla Legge sul Diritto dell'Informazione, entrata in vigore nel 2014 proprio per garantire un quadro giuridico efficace su questo campo. Ciò malgrado, nonostante alcuni progressi del tutto significativi per garantire ai cittadini albanesi un sempre crescente diritto all'informazione, permangono notevoli debolezze nel sistema e nel suo corretto funzionamento legislativo: il FOI, infatti, spesso continua a rappresentare una difficile sfida in un paese, quale l'Albania, dotato di una forte tradizione di segretezza e riservatezza.
L'Albania fornisce garanzie di natura sia costituzionale che legale sul diritto all'informazione. Sforzi per stabilire un quadro costituzionale e giuridico in grado di garantire ai cittadini un agevole accesso alla pubblica informazione sono stati compiuti già al principio degli anni novanta, in occasione della transizione dell'Albania da un paese di matrice comunista a un sistema democratico multipartito.

## Quadro giuridico
La nuova legge sul diritto all'informazione dell'Albania è stata valutata da molti esperti come uno dei passi più importanti verso un sistema governativo più responsabile e trasparente, portando la legislazione albanese più vicino ai migliori standard internazionali.
La nuova legge offre maggiore accesso al pubblico ai documenti ufficiali e stabilisce un sistema di sanzioni per i funzionari pubblici che si rifiutano di rivelare informazioni. La nuova legislazione include anche una serie di nuovi concetti, come la possibilità di riclassificare i documenti segreti, il rilascio di informazioni parziali e l'uso delle TIC per rendere le informazioni accessibili agli enti pubblici e accessibili al pubblico. La legge stabilisce anche l'obbligo di nominare coordinatori per l'accesso alle informazioni da parte di ogni autorità pubblica incaricata di sorvegliare le risposte dell'autorità alle richieste di informazioni e ha istituito un Commissario per il diritto all'informazione e alla protezione dei dati personali incaricati della supervisione dell'osservanza della legge e del ricorso a organismi e procedure in caso di rifiuto o divulgazione parziale o totale. Secondo la nuova legge, inoltre, il Commissario ha la facoltà di applicare sanzioni disciplinari nei confronti di coloro che violano i requisiti stabiliti dalla legge. Il sistema sanzionatorio per il mancato rispetto del diritto all'informazione è stato rafforzato con l'introduzione di pesanti sanzioni amministrative per i funzionari che violavano la legge.
Inoltre, il nuovo codice ha ampliato la portata della definizione del termine «informazione pubblica» definita come qualsiasi dato registrato in qualsiasi forma e formato, gestito da un'autorità pubblica nonché la definizione del termine «autorità pubblica» che comprende ora società in cui lo stato detiene la maggioranza delle azioni, nonché qualsiasi persona giuridica che esercita funzioni pubbliche. È stata anche introdotta la Proattività della pubblicazione per alcune categorie di informazioni.
La legge stabilisce che le richieste di informazioni di pubblico interesse possono essere presentate oralmente o per iscritto. La fornitura di informazioni è gratuita: la legge consente solo agli enti pubblici di addebitare i costi per la fotocopiatura; nessun costo può essere applicato alla consegna elettronica. Gli enti pubblici sono tenuti inoltre a fornire una risposta entro dieci giorni dalla presentazione della richiesta (in base al precedente quadro legale erano ben quaranta). Nel caso in cui la richiesta venga respinta, il richiedente ha il diritto di appellarsi al Commissario e quindi ai tribunali. Le eccezioni al diritto all'informazione sono stabilite dalla legge, anche per ragioni di sicurezza nazionale e relazioni internazionali e intergovernative.

## L'accesso alle informazioni nella pratica
Nonostante i pur significativi miglioramenti introdotti dal nuovo quadro giuridico, resta ancora da vedere l'efficacia della sua attuazione. Secondo la giornalista Rudina Hoxha, uno dei problemi emersi è correlato al fatto che le due istituzioni che dovrebbero monitorare l'applicazione della legge, ovvero il Commissario per la protezione delle informazioni e della protezione dei dati e il Difensore civico, hanno in realtà un carattere di consulenza e anche se per legge sarebbero autorizzati ad applicare sanzioni, questo accade solo molto raramente.
Secondo un rapporto del 2016 del movimento Mjaft delle ONG, le istituzioni pubbliche albanesi rispettano i loro obblighi di fornire informazioni pubbliche in base alle richieste di FOI solo nel 42% dei casi. Per testare e monitorare l'applicazione della nuova legge, l'organizzazione ha presentato 230 richieste di informazioni a diversi enti pubblici, tra cui istituzioni centrali, locali, istituti di giustizia e università pubbliche. Su 230 richieste, sono state ottenute solo 98 risposte. Solo 80 di queste risposte hanno rivelato le informazioni richieste. I rimanenti 18 erano casi di fornitura di informazioni incomplete.
Il rapporto ha infine scoperto che i comuni albanesi erano le istituzioni più problematiche e opache in termini di applicazione della legge FOI. Il problema principale riguardava il mancato rispetto dell'obbligo di nominare il coordinatore in merito al diritto all'informazione e una grande mancanza di trasparenza in materia di bilancio e questioni finanziarie.